# TZ-45

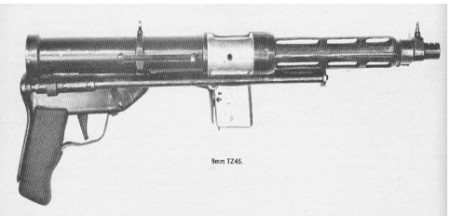

O TZ-45 foi uma submetralhadora italiana produzido em pequenas quantidades, entre 1944 e 1945, com um número estimado de 6.000 produzidas.

## História
O TZ-45 foi projetado por dois irmãos italianos, Tonon ("Toni") e Zorzoli Giandoso e foi produzido pela própria pequena empresa deles. Todos os TZ 45 foram emitidos para a R.S.I. (Repubblica Sociale Italiana) contra as forças partisans de forças durante a guerra civil no Norte da Itália (1944-45), ainda é possível que alguns deles acabaram servindo com as unidades da Wehrmacht envolvidas em operações semelhantes. Após a guerra, as armas de fogo restantes foram dadas para o exército Britânico e as forças Americanas. Em seguida, foi avaliada por eles, mas a opinião geral era desfavorável. A arma emergiu da guerra com uma má reputação de confiabilidade e o estilo de fabricação e de acabamento não foi apreciado.
Os direitos de projeto e fabricação da arma foram posteriormente vendidos[carece de fontes?]
para o exército Birmanês onde ele foi fabricado como o BA-52 e coloquialmente conhecido como o "Ne Win STEN". As cópias birmanesas eram má fabricadas e pouco confiáveis, mas permaneceu em serviço em meados da década de 1980 com a sua infantaria e mesmo no início da década de 1990, com as tropas de apoio.

## Os utilizadores
- República de Salò
- União da Birmânia[2]
- Nazi Germany